# Ireverzibilni agonist
Ireverzibilni agonist je tip agonista koji se permanentno vezuje za receptor na takav način da je receptor permanentno aktiviran. Njegovo dejstvo je različito od običnog agonista, kod koga je asocijacija liganda i receptora reverzibilna. Vezivanje ireverzibilnog agonista za receptor je nepovratno. Oksimorfazon je primer ireverzibulnog agonista.

## Primeri
- Oksimorfazon